# Ortsgemeinde (Österreich)
Als Ortsgemeinde wird in Österreich die unterste politische Verwaltungseinheit bezeichnet.
Der Ausdruck Ortsgemeinde wird vor allem synonym für den Begriff (politische) Gemeinde verwendet, die Verwaltungseinheit Österreichs der Kommunalebene und Gebietskörperschaft. Historisch lassen sich Ortsgemeinden der Habsburgermonarchie und Ortsgemeinden der Republik Österreich unterscheiden.

„Unter Ortsgemeinde versteht man in der Regel die als selbständiges Ganzes vermessene Katastralgemeinde, insofern nicht mehrere derselben bereits faktisch eine einzige selbständige Gemeinde bilden.“

„Soweit in den folgenden Artikeln von Gemeinden die Rede ist, sind darunter die Ortsgemeinden zu verstehen.“

Der Begriff stammt aus der Zeit der Reformen 1848/1849, als sich erstmals selbständige Gemeinden konstituierten. Die Bezeichnung Ortsgemeinde wurde damals einerseits zur Abgrenzung gegenüber den damals angedachten, aber nicht eingeführten Bezirks- und Kreisgemeinden geschaffen, andererseits zur Unterscheidung von den Steuer- bzw. Katastralgemeinden. An Stelle der Bezirks- und Kreisgemeinden wurden die Ortsgemeinden anfangs zu Amtsbezirken zusammengefasst, die den bestehenden Kreisen unterstellt waren. Mit dem Jahr 1868 wurde diese Struktur zugunsten der Politischen Bezirke aufgegeben.
Gelegentlich wird der Begriff Ortsgemeinde auch im Gegensatz zu Markt- und Stadtgemeinde gebraucht. Eindeutiger ist es jedoch, in diesem Zusammenhang von der bloßen Ortsgemeinde zu sprechen, da ja Markt- und Stadtgemeinden ebenfalls Ortsgemeinden im Sinne der Bundesverfassung sind.
Als Erweiterung der Ortsgemeinde fungiert die Gebietsgemeinde, eine Zusammenfassung von Ortsgemeinden; Während der Begriff der Ortsgemeinde unspezifisch verwendet wird, konnte sich der Begriff der Gebietsgemeinde nie etablieren und fand auch in den Gemeindeordnungen keine Resonanz. Stattdessen übernehmen Gemeindeverbände eine ähnliche Funktion.